# Euplexia ochroneura
Euplexia ochroneura là một loài bướm đêm trong họ Noctuidae.